# Malý Rozsutec
Malý Rozsutec je hora na Slovensku nacházející se ve východní části pohoří Malá Fatra, konkrétně v masivu Krivánská Malá Fatra. Charakteristickým skalním cimbuřím a strmými vápencovými stěnami dominuje údolí Bieleho potoka, které převyšuje o téměř 750 metrů. Z vrcholu je výhled na sousední vyšší Velký Rozsutec a pohled do severních strání východní části masivu.
Vrchol je součástí Národní přírodní rezervace Rozsutec vyhlášené v roce 1967 s celkovou výměrou 842 ha, spadající do Národního parku Malá Fatra. V okolí se vyskytují vzácné vápnomilné rostliny.

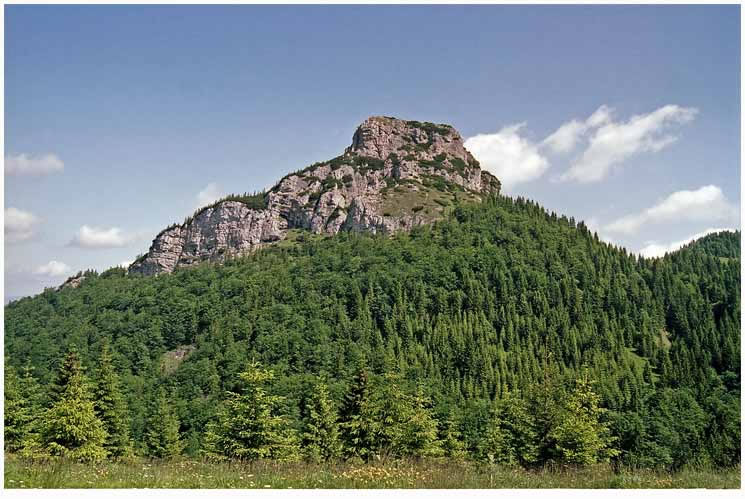
Malý Rozsutec ze sedla Pod Tanečnicou

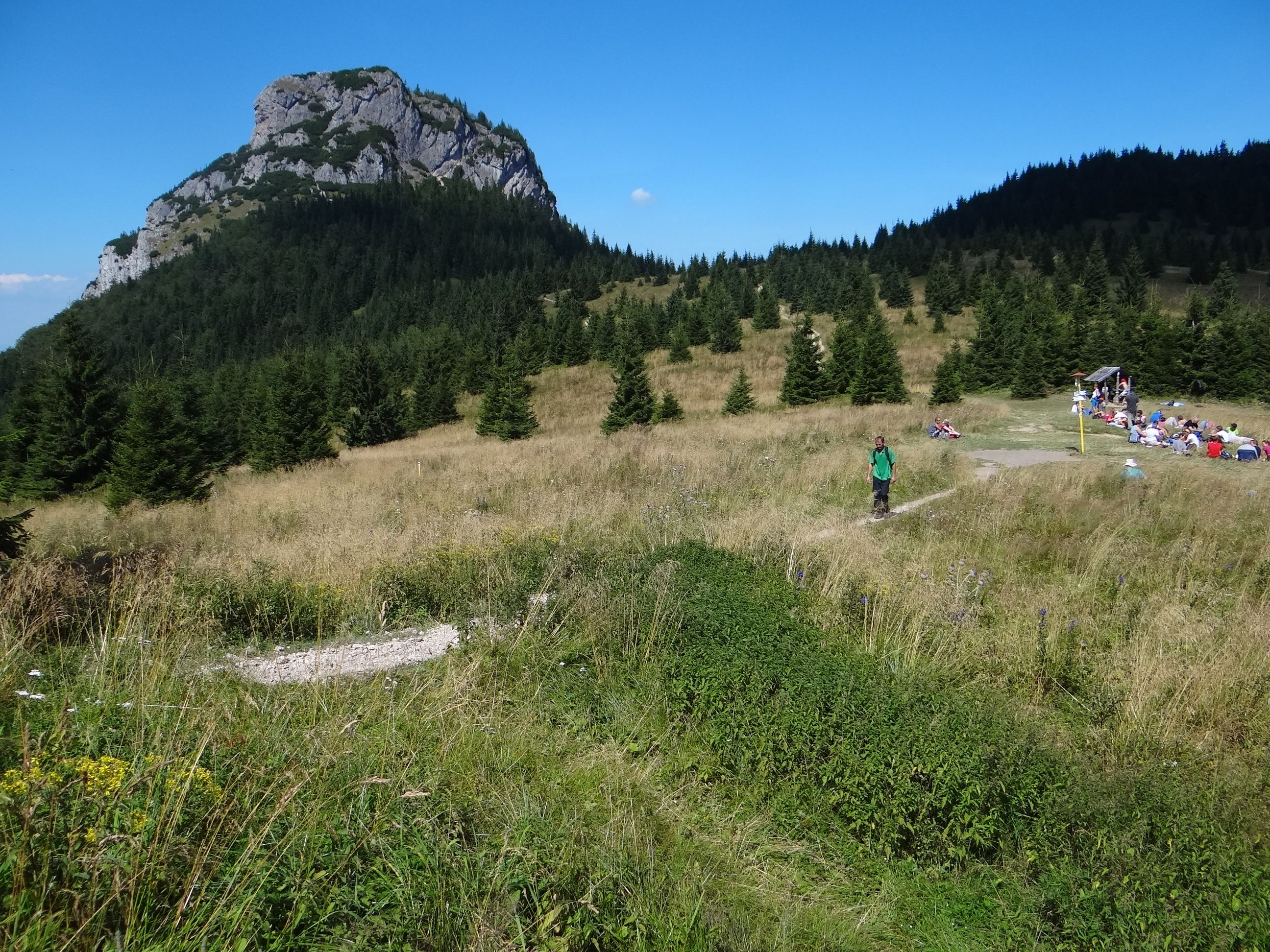
Malý Rozsutec od sedla Medzirozsutce

## Přístup
Výstup je možný jak přímo po zelené turistické značce z obce Biely Potok a západním ramenem na vrchol, nebo zajištěnou cestou (řetězy) ze sedla Medzirozsutce (1200 m). Nejzajímavější a také nejdelší přístupovou cestou je turistická stezka vedoucí oblasti Dolné diery, Horné diery a Tesná rizňa, což je soustava celkem tří jakýchsi kaňonů zpřístupněných lávkami a místy vyhloubenou cestou vedoucí podél potoka.
Trasu na vrchol nemůžeme doporučit pro jedince trpící strachem z výšek. Jedná se o rizikový výstup s možností pádu několik desítek metrů bez jištění. Pokud však přesto na výstupu trváte vhodnější se zdá trasa ze sedla Medzirozsutce s následným sestupem druhou stranou, kde je terén vhodnější pro sestup.